# Lista de emissoras da NBC
Essa é uma lista das emissoras que integram a rede de televisão americana NBC. As estações que estão com os nomes em negrito são emissoras próprias (owned-and-operated stations), ou seja, que são controladas diretamente pela NBC. As demais são afiliadas.

## Estados Unidos

### Alabama
- Birmingham - WVTM-TV, canal 13
- Dothan - WRGX-LD, canal 23.1, e WTVY-DT4, canal 4.4
- Huntsville - WAFF-TV, canal 48
- Mobile - WPMI-TV, canal 15
- Montgomery - WSFA-TV, canal 12

### Alasca
- Anchorage - KTUU-TV, canal 2
- Fairbanks - KTVF-TV, canal 11
- Juneau - KATH-LP, canal 5
- Sitka - KSCT-LP, canal 5 (retransmissora da KATH-LP)

### Arizona
- Flagstaff- KNAZ-TV, canal 2 (retransmissora da KPNX)
- Mesa (Phoenix) - KPNX, canal 12
- Tucson - KVOA-TV, canal 4
- Yuma - KYMA, canal 11

### Arkansas
- El Dorado (Monroe, Luisiana) - KTVE-TV, canal 10
- Fort Smith - KFTA-DT2, canal 24.2 (simulcast da KNWA-TV)
- Jonesboro - KAIT-DT2, canal 8.2
- Little Rock - KARK-TV, canal 4
- Rogers (Fayetteville) - KNWA-TV, canal 51

### Califórnia
- Bakersfield - KGET-TV, canal 17
- Chico - KNVN, canal 24
- Eureka - KIEM-TV, canal 3
- Fresno - KSEE, canal 24
- Los Angeles - KNBC-TV, canal 4
- Palm Springs - KMIR-TV, canal 36
- Sacramento - KCRA-TV, canal 3
- Salinas - KSBW, canal 8
- San Diego - KNSD, canal 39
- San Jose (San Francisco) - KNTV, canal 11
- San Luis Obispo - KSBY, canal 6

### Carolina do Norte
- Charlotte - WCNC-TV, canal 36
- Goldsboro (Raleigh-Durham) - WRAL-TV, canal 5
- Washington - WITN-TV, canal 7
- Wilmington - WECT, canal 6
- Winston-Salem - WXII, canal 12

### Carolina do Sul
- Charleston - WCBD-TV, canal 2
- Colúmbia - WIS-TV, canal 10
- Florence - WMBF-TV, canal 32
- Greenville - WYFF-TV, canal 4

### Colorado
- Denver - KUSA-TV, canal 9
- Grand Junction - KKCO, canal 11
- Pueblo - KOAA-TV, canal 5

### Connecticut
- New Britain (Hartford-New Haven) - WVIT, canal 30

### Dakota do Norte
- Bismarck - KFYR-TV, canal 5
- Dickinson - KQCD-TV, canal 7
- Fargo - KVLY-TV, canal 11
- Minot - KMOT-TV, canal 10
- Williston - KUMV-TV, canal 8

### Dakota do Sul
- Mitchell - KDLV, canal 5 (retransmissora da KDLT)
- Rapid City - KNBN, canal 21
- Sioux Falls - KDLT, canal 46

### Delaware
- Rehoboth Beach (Salisbury, Maryland) - WRDE-LD, canal 31

### Distrito de Colúmbia
- Washington, D.C. - WRC-TV, canal 4

### Flórida
- Daytona Beach - WESH, canal 2
- Fort Myers - WBBH-TV, canal 20
- Gainesville – WNBW-DT, canal 9
- Jacksonville - WTLV, canal 12
- Miami - WTVJ, canal 6
- Panama City - WJHG-TV, canal 7
- Tallahassee - WTWC-TV, canal 40
- Tampa - WFLA-TV, canal 8
- West Palm Beach - WPTV, canal 5

### Geórgia
- Albany - WALB-TV, canal 10
- Atlanta - WXIA-TV, canal 11
- Augusta - WAGT, canal 26
- Columbus - WLTZ-TV, canal 38
- Macon - WMGT-TV, canal 41
- Savannah - WSAV-TV, canal 3

### Havaí
- Hilo - KHBC-TV, canal 2 (retransmissora da KHNL)
- Honolulu - KHNL, canal 13
- Wailuku - KOGG, canal 15 (retransmissora da KHNL)

### Idaho
- Boise - KTVB, canal 7
- Pocatello - KPVI, canal 6
- Twin Falls - KTFT, canal 38 (retransmissora da KTVB)

### Illinois
- Chicago - WMAQ-TV, canal 5
- Decatur - WAND-TV, canal 17
- Peoria - WEEK-TV, canal 25
- Quincy - WGEM-TV, canal 10
- Rockford - WREX-TV, canal 13

### Indiana
- Evansville - WFIE, canal 14
- Fort Wayne - WISE-TV, canal 33
- Indianápolis - WTHR, canal 13
- Lafayette - WPBI-LD2, canal 16.2
- South Bend - WNDU-TV, canal 16
- Terre Haute - WTWO, canal 2

### Iowa
- Davenport - KWQC-TV, canal 6
- Des Moines - WHO-TV, canal 13
- Ottumwa – KYOU-DT2, canal 15.2
- Sioux City - KTIV, canal 4
- Waterloo - KWWL-TV, canal 7

### Kansas
- Garden City - KSNG, canal 11 (retransmissora da KSNW)
- Great Bend - KSNC, canal 2 (retransmissora da KSNW)
- Salina - KSNL-LD, canal 47 (retransmissora da KSNW)
- Topeka - KSNT-TV, canal 27
- Wichita - KSNW, canal 3

### Kentucky
- Bowling Green - WNKY, canal 40
- Lexington - WLEX-TV, canal 18
- Louisville - WAVE-TV, canal 3
- Paducah - WPSD-TV, canal 6

### Luisiana
- Alexandria - KALB-TV, canal 5
- Baton Rouge - WVLA-TV, canal 33
- Lafayette - KLAF-LD, canal 46, e KADN-DT2, canal 15.2
- Lake Charles - KPLC-TV, canal 7
- Nova Orleans - WDSU-TV, canal 6

### Maine
- Bangor - WLBZ-TV, canal 2 (retransmissora da WCSH-TV)
- Portland - WCSH-TV, canal 6

### Maryland
- Baltimore - WBAL-TV, canal 11

### Massachusetts
- Boston - WBTS-LD, canal 8
- Springfield - WWLP, canal 22, e WFXQ-CD, canal 22 (repetidora da WWLP)

### Michigan
- Cheboygan - WTOM-TV, canal 4 (retransmissora da WPBN-TV)
- Detroit - WDIV, canal 4
- Grand Rapids - WOOD-TV, canal 8
- Jackson (Lansing) - WILX-TV, canal 10
- Marquette - WLUC-TV, canal 6
- Saginaw - WEYI-TV, canal 25
- Traverse City - WPBN-TV, canal 7

### Minnesota
- Chisolm - KRII, canal 11 (semirretransmissora da KBJR-TV de Superior, Wisconsin)
- Mineápolis - KARE, canal 11
- Rochester - KTTC, canal 10

### Mississippi
- Grenada (Greenville) - WNBD-LD, canal 33
- Gulfport (Biloxi) - WXXV-DT2, canal 25.2
- Jackson - WLBT, canal 3
- Laurel (Hattiesburg - WDAM-TV, canal 7
- Meridian - WGBC, canal 30
- Tupelo - WTVA, canal 9

### Missouri
- Colúmbia - KOMU-TV, canal 8
- Joplin - KSNF-TV, canal 16
- Kansas City - KSHB-TV, canal 41
- St. Joseph - KNPG-LD, canal 21
- Saint Louis - KSDK, canal 5
- Springfield - KYTV, canal 3

### Montana
- Billings - KULR-TV, canal 8
- Butte - KTVM-TV, canal 6 (retransmissora da KECI-TV)
- Glendive - KXGN-DT2, canal 5.2
- Great Falls - KBGF-LP, canal 50 (retransmissora da KTVH)
- Helena - KTVH, canal 12
- Kalispell - KCFW-TV, canal 9 (retransmissora da KECI-TV)
- Miles City - KYUS-TV, canal 3
- Missoula - KECI-TV, canal 13

### Nebraska
- McCook - KSNK, canal 8 (retransmissora da KSNW, de Wichita, Kansas)
- North Platte - KNOP-TV, canal 2
- Omaha - WOWT, canal 6
- Scottsbluff - KNEP, canal 2
- Superior (Grand Island) – KSNB-TV 4

### Nevada
- Las Vegas - KVBC, canal 3
- Reno - KRNV, canal 4

### New Hampshire
- Merrimack - WNEU-DT2, canal 60.2 (retransmissora da WBTS-LD de Boston)
- Nashua - WYCN-CD, canal 15 (repetidora da WBTS-LD de Boston)

### Nova Iorque
- Albany - WNYT, canal 13
- Binghamton - WBGH-CD, canal 20, e WIVT-DT2, canal 34.2 (retransmissora da WBGH-CD)
- Buffalo - WGRZ-TV, canal 2
- Elmira - WETM-TV, canal 18
- Plattsburgh (Burlington, Vermont) - WPTZ, canal 5
- Nova Iorque - WNBC-TV, canal 4 (cabeça-de-rede)
- Rochester - WHEC-TV, canal 10
- Syracuse - WSTM-TV, canal 3
- Utica - WKTV, canal 2
- Watertown - WVNC-LD, canal 45

### Nova Jérsei
- Não há emissoras da NBC neste Estado, que é coberto pela WNBC-TV de Nova Iorque e pela WCAU-TV de Filadélfia.

### Novo México
- Albuquerque - KOB-TV, canal 4
- Farmington - KOBF-TV, canal 12 (retransmissora da KOB-TV)
- Las Cruces - KTSM-TV, canal 9
- Roswell - KOBR-TV, canal 8 (retransmissora da KOB-TV)
- Silver City - KOBG-TV, canal 6 (retransmissora da KOB-TV)

### Ohio
- Cincinnati - WLWT, canal 5
- Cleveland - WKYC-TV, canal 3
- Columbus - WCMH-TV, canal 4
- Dayton - WDTN, canal 2
- Lima - WLIO, canal 35
- Steubenville - WTOV-TV, canal 9
- Toledo - WNWO, canal 24
- Youngstown - WFMJ-TV, canal 21
- Zanesville - WHIZ-TV, canal 18

### Oklahoma
- Ada (Sherman - KTEN, canal 10
- Oklahoma City - KFOR-TV, canal 4
- Tulsa - KJRH-TV, canal 2

### Oregon
- Bend - KTVZ, canal 21
- Coos Bay - KMCB, canal 23 (repetidora da KTMR)
- Eugene - KMTR-TV, canal 16
- Klamath Falls - KOTI-TV, canal 2
- Medford - KOBI-TV, canal 5
- Portland - KGW-TV, canal 8
- Roseburg - KTCW, canal 46 (repetidora da KTMR)

### Pensilvânia
- Erie - WICU-TV, canal 12
- Filadélfia - WCAU-TV, canal 10
- Johnstown - WJAC-TV, canal 6
- Lancaster - WGAL-TV, canal 8
- Pittsburgh - WPXI, canal 11
- Wilkes-Barre - WBRE-TV, canal 28

### Rhode Island
- Providence - WJAR-TV, canal 10

### Tennessee
- Chattanooga - WRCB-TV, canal 3
- Jackson - WNBJ-LD, canal 39
- Knoxville - WBIR-TV, canal 10
- Memphis - WMC-TV, canal 5
- Nashville - WSMV, canal 4

### Texas
- Abilene - KRBC-TV, canal 9
- Amarillo - KAMR-TV, canal 4
- Austin - KXAN-TV, canal 36
- Beaumont - KBTV-TV, canal 4
- Big Spring - KWAB-TV, canal 9 (retransmissora da KWES-TV)
- Brownsville - KVEO-TV, canal 23
- Bryan - KAGS-LD, canal 23 (semirrepetidora da KCEN-TV)
- Corpus Christi - KRIS-TV, canal 6
- El Paso - KTSM-TV, canal 9
- Fort Worth (Dallas) - KXAS-TV, canal 5
- Houston - KPRC-TV, canal 2
- Jacksonville (Tyler) - KETK-TV, canal 56
- Laredo - KGNS-TV, canal 8
- Lubbock - KCBD, canal 11
- Odessa - KWES-TV, canal 9
- San Angelo - KSAN-TV, canal 3
- San Antonio - WOAI-TV, canal 4
- Temple - KCEN-TV, canal 6
- Texarkana (Shreveport, Luisiana) - KTAL-TV, canal 6
- Victoria - KMOL-LP, canal 17
- Wichita Falls - KFDX-TV, canal 3

### Utah
- Salt Lake City - KSL-TV, canal 5

### Vermont
- Não há emissoras da NBC neste Estado, que é coberto pela WPTZ de Plattsburgh, Nova Iorque, pela WBTS-LD de Boston e pela WNYT de Albany, Nova Iorque.

### Virgínia
- Bristol - WCYB-TV, canal 5
- Charlottesville - WVIR-TV, canal 29
- Portsmouth - WAVY-TV, canal 10
- Richmond - WWBT, canal 12
- Roanoke - WSLS-TV, canal 10

### Virgínia Ocidental
- Bluefield - WVVA, canal 6
- Clarksburg - WBOY-TV, canal 12
- Huntington - WSAZ-TV, canal 3
- Parkersburg - WTAP-TV, canal 15

### Washington
- Richland - KNDU, canal 25 (retransmissora da KNDO)
- Seattle - KING-TV, canal 5
- Spokane - KHQ-TV, canal 6
- Yakima - KNDO, canal 23

### Wisconsin
- Eau Claire - WEAU-TV, canal 13
- Green Bay - WGBA-TV, canal 26
- Madison - WMTV-TV, canal 15
- Milwaukee - WTMJ-TV, canal 4
- Rhinelander - WJFW-TV, canal 12
- Superior - KBJR-TV, canal 6

### Wyoming
- Casper - KCWY-DT, canal 13
- Cheyenne - KCHY-LP, canal 13 (retransmissora da KCWY-DT)

## Outros países

### Aruba
- Oranjestad - ATV, canal 15

### Guam
- Hagåtña - KUAM-TV, canal 8

### Ilhas Virgens Americanas
- Charlotte Amalie - WVGN-LP, canal 14

### Porto Rico
- San Juan - WKAQ-TV, canal 2.3 (retransmissora da WNBC de Nova Iorque)

### Samoa Americana
- Pago Pago - WVUV-LP, canal 30